# 프로 축구 선수 협회
프로 축구 선수 협회(영어: Professional Footballers' Association)는 영국의 프로 스포츠 노동조합이다.
1907년에 설립된 세계에서 가장 오래된 프로 스포츠 노동조합으로, 조합에는 프리미어리그, EFL 및 여자 슈퍼 리그의 매 시즌 약 5,000명의 현직 프로 선수가 회원으로 구성되어 있다.
약 50,000명의 전 회원들도 교육 보조금, 지도자 과정을 포함한 서비스와 혜택을 계속 이용할 수 있다.

## 같이 보기
- 잉글랜드 축구 협회